# 秋野哲也
秋野 哲也（あきの てつや、1963年5月23日 - ）は、日本の実業家、銀行家。常陽銀行代表取締役頭取、めぶきフィナンシャルグループ代表取締役社長。

## 来歴・人物
茨城県那珂郡瓜連町（現在の那珂市）出身。慶應義塾大学経済学部卒業。1986年、常陽銀行に入行し、下妻支店長などを経て2020年に同行の常務取締役に就任する。
2022年、笹島律夫の後任として、めぶきフィナンシャルグループ社長と常陽銀行頭取に就任する。

## 経歴
- 1986年
  - 4月：常陽銀行入行
- 2006年
  - 3月：同行経営管理部付
- 2008年
  - 6月：同行営業統括部次長
- 2011年
  - 6月：同行営業統括部副部長
- 2012年
  - 6月：同行下妻支店長
- 2013年
  - 6月：同行リスク統括部長
- 2015年
  - 6月：同行人事部長
- 2016年
  - 6月：同行執行役員人事部長
- 2016年
  - 10月：同行経営管理部担当部長
- 2017年
  - 6月：めぶきフィナンシャルグループ経営企画部統括部長、常陽銀行執行役員経営企画部長
- 2018年
  - 6月：同社取締役（経営企画担当）、常陽銀行常務取締役
- 2020年
  - 6月：常陽銀行取締役常務執行役員
- 2022年
  - 4月：同行代表取締役頭取
  - 6月：めぶきフィナンシャルグループ代表取締役社長